# آرامگاه امامزاده محمدی
مقبره امامزاده محمدی مربوط به سدهٔ ۴ و ۵ ه.ق است و در شهرستان سلسله، بخش مرکزی، روستای امیر علیا واقع شده و این اثر در تاریخ ۲۴ اسفند ۱۳۸۳ با شمارهٔ ثبت ۱۱۷۵۶ به‌عنوان یکی از آثار ملی ایران به ثبت رسیده است.